# ケンタウルス座V886星
ケンタウルス座V886星は、白色矮星の変光星で、水素の大気を持ち、質量は太陽の約1.1倍と非常に大きい。地球からは、ケンタウルス座の方向に約50光年離れている。脈動しており、そのため地球から見た明るさが変化する。他の白色矮星のように、この星は主にヘリウムからトリプルアルファ反応で形成された炭素と酸素から構成されていると考えられている。
1960年代に、白色矮星の温度が下がると、中心部から結晶化を始めることが予想された。この時恒星が脈動していると、脈動を観測することで構造についての情報が得られる。この星の脈動は1992年に初めて観測され、1995年に結晶化理論の検証に使えることが指摘された。そして2004年にハーバード・スミソニアン天体物理学センターのトラヴィス・メトカーフらのチームが観測結果に基づいて、この星の質量の90％が結晶化していると推測した。他の研究では32％から82％と推測しているものもある。これらの推測は全て5×1029kg以上の結晶化物質があることを示している。
白色矮星の結晶構造は、体心立方格子状に結晶化した炭素と酸素が自由電子の海に囲まれている状態と考えられる。ダイヤモンドも炭素の結晶構造であるため、この星はビートルズの曲『ルーシー・イン・ザ・スカイ・ウィズ・ダイアモンズ』にちなんで「ルーシー」というニックネームで呼ばれている。